# Juego de tronos (videojuego de 2012)
Juego de tronos es un juego videojuego de rol de acción basado en la primera de las novelas Juego de tronos, Canción de hielo y fuego de George R. R. Martin, y en parte también de la adaptación de televisión de la novela de HBO, Juego de Tronos.
El juego fue desarrollado por Cyanide y publicado por Atlus en América del Norte y Focus Home Interactive en Europa y Australia. James Cosmo y Conleth Hill repiten sus papeles de la serie de HBO como Lord Comandante Mormont Jeor y Varys, respectivamente. George R. R. Martin tiene un cameo como el maestre Martín en Castlewood. El juego también utiliza otros elementos activos de la serie de HBO, como la música.

## Argumento
El juego se desarrolla en paralelo a Juego de tronos. La trama se desarrolla en los capítulos, alternando entre el jugar como el Sacerdote rojo Alester Sarwyck y el cambiapieles Mors Westford, que pueden cambiar su conciencia en su Bull Terrier. Este resumen detalla los acontecimientos de la trama en orden cronológico, en lugar de como ocurren en el juego:
Alester ha vuelto a su casa de Riverspring de Braavos para asistir al funeral de su padre. En el funeral, Alester se entera de que su hermano menor Gawen ha sido desheredado y actualmente es buscado por el asesinato de su padre, y que su hermana Elyana ha sido prometida a su medio hermano bastardo, Valarr Hill. Como los nobles abandonan el funeral, su exhibición de gala incita una revuelta entre los campesinos de Riverspring, que el jugador debe suprimir por la fuerza o la negociación. Alester decide encontrar a Gawen y poner fin al matrimonio de Elyana y Valarr.
Alester hace su camino al Desembarco del Rey, donde ve a Valarr interrogar y asesinar a los funcionarios en los Manse Sarwyck. Buscando la finca, descubre una carta a Gawen de Falena, una prostituta en el burdel de Chataya, pero se ve obligado a matar a tres miembros de la Guardia de la Ciudad en su fuga. Alester aprende de Falena que Gawen llegó recientemente a la ciudad, pero ella no lo ha visto desde entonces. Al salir del burdel, Alester es detenido y encarcelado en la Fortaleza Roja. El Señor Varys le ayuda a escapar, y su ingenio impresiona a la reina Cersei. Ella concede a Alester la oportunidad de competir con Valarr para Riverspring, comenzando con la caza de aprendiz de un alfarero bastardo llamado Harry Waters, que está siendo vigilado por un hombre llamó a la gallina de la madre. Valarr y Alester rastrear y matar a Waters y la gallina de la madre, un caballero al servicio de la Casa Arryn llamado Godric Donnerly. Valarr encuentra una nota en la posada de la gallina de la madre que le dice que otra mujer que busca se esconde en el Muro. Cersei está impresionado con Alester, pero dice que necesita a esta mujer de la Muralla. Valarr envía a su lugarteniente Yohn para aprehenderla a ella.
Al salir de la Fortaleza Roja, Alester es asaltado por Lord Arwood Harlton, un amigo de su padre, quien dice que puede ayudarlo a encontrar Alester Gawen. Alester ayuda a Harlton a encontrar un libro genealógico, que los lleva a la conclusión de que los hijos de Cersei son ilegítimos. Mientras localiza el libro, Alester descubre que Gawen está muerto, y que Valarr organizó el asesinato. Harlton entonces revela que él es parte de una organización secreta que desea reinstaurar la dinastía Targaryen, al igual que el padre de Alester. Alester recupera documentos secretos del estudio de su padre en Riverspring y se une a Harlton en su finca, en Castlewood.
El jugador comienza como Mors Westford, un Ranger de la Guardia de la Noche y un cambiapieles, debe detener y ejecutar a un desertor llamado Gorold. Entonces, el jugador lleva una partida incluyendo a Terrence Celtigar, Ronnel Hill y Poddy al Castillo Icemark para localizar a Cregan, otro Ranger, que ha violado y asesinado a un recluta. Sin embargo, Icemark ha sido invadida por Salvajes, dirigida por un hombre llamado Gorn. Los salvajes matan a Terrence y Ronnel y Mors adquieren el grupo, matando a Gorn y a todo su grupo, pero son tomados por sorpresa por arqueros y asediados por varios oponentes. A punto de ser ejecutado, es salvado por Qhorin Mediamano y un grupo de arqueros del reloj de la noche. Un Mors heridos rastrea Poddy, que desertó en el miedo. Haciendo uso de su perro, que skinchanges y mata al recluta en su intento de robar las pertenencias de una mujer, el salva a la mujer justo antes de que Poddy intentara matarla.
En el Castillo Negro, Mors se recupera y recibe una carta de Jon Arryn pidiéndole que proteja a una chica. También conoce a Yohn, que se hace pasar por Godric Donnerly, y lo lleva a la chica, Jeyne Greystone, que Mors reconoce como la mujer que salvó de Poddy. Sin embargo, Jeyne quien es Sir Donnerly y reconoce a Yohn como un impostor. Mors y varios hermanos jurados de la Guardia de la Noche rastrean y matan el grupo de Yohn fuera de Villa Topo, incluyendo los hermanos jurados que han sido sobornados. Yohn revela que él es un miembro de los Bloodseekers, el ejército de Valarr.
Mors se hace un reclutador por Lord Comandante Mormont, lo que le permite salir del muro para rastrear Valaar y garantizar la seguridad de la niña. Mors y Jeyne viajan a la casa de la familia Westford, donde Mors había ocultado a su familia 15 años antes, cuando se unió a la Guardia de la Noche. Allí, descubre las tumbas de su esposa e hija. Jeyne revela Mors que está embarazada con el hijo de Robert Baratheon, y que ella misma es la hija bastarda del Rey Loco, Aerys Targaryen.
La casa es atacada por Bloodseekers, pero Mors es ayudado por Endrew, un espía que Harlton había plantado en el Bloodseekers, y otro miembro de la guardia de Harlton, que los lleve a Castlewood. En Castlewood, Harlton revela que él orquestó la relación de Jeyne con el rey Robert con el fin de producir un heredero medio-Targaryen, medio-Baratheon que él podría instalar en el trono. Jeyne está escondido en Castlewood, y Mors es llevado a los calabozos y son torturados para obtener información. Mientras está encarcelado, Mors skinchanges a su perro y mata a un guardia, lo que permite al prisionero en la celda de al lado de él para escapar. Sin embargo, el preso no está en condiciones de ayudar, cuando los torturadores de Mors regresan en ese mismo momento.
El prisionero es Gawen Sarwyck, que logra colarse por el castillo, encontrar a Alester, y aprender su identidad. Gawen revela que Harlton organizó su asesinato para ocultar el hecho de que él estaba sosteniendo Gawen prisionero, y que Harlton envenenado a su padre Señor Sarwyck. Juntos, Gawen y Alester quiebre Mors fuera de su celda, al igual que los torturadores están quemando el ojo izquierdo Mors. Se revela que Mors y Alester fueron compañeros durante la Rebelión de Robert 15 años anteriores. Mors y Alester cuelan a través del castillo para encontrar Jeyne, pero Gawen es asesinado por Endrew. Mors y Alester se encuentran atrapados en la habitación de Jeyne por Harlton y sus guardias, y se ven obligados a abandonar su saltando por la ventana.
Ellos deciden reagruparse en Riverspring, y en el camino se revela que Mors se vio obligado a unirse a la Guardia de la Noche para escapar del castigo por desafiar de Tywin Lannister para asesinar a los hijos de Rhaegar Targaryen. Alester tuvo la tarea de proteger a la familia Mors ', pero mientras él estaba ausente un día ellos fueron asesinados. En la vergüenza, huyó a las Ciudades Libres del Este, convirtiéndose en un Sacerdote Rojo.
A su regreso a Riverspring, los Bloodseekers apoderado de la ciudad y Mors y Alester se ven obligados a luchar contra su camino hacia el castillo. Valarr acusa Mors y Alester de traición, y Mors lo reta a un juicio por combate. Así como Mors está a punto de derrotar Valarr, utiliza la magia de sangre para invocar a un asesino sombra (como los llamados por Melisandre en Choque de Reyes), que mata a Mors. Como muere Mors, Valarr revela que él mató a la familia Westford. Valarr entonces masacra a los testigos, y sostiene Elyana rehenes para conseguir Alester para revelar la ubicación de Jeyne. Luego decapita Elyana y encarcela Alester en la tumba del Señor Sarwyck.
Sin embargo, el capitán de la Guardia Riverspring, de Alester primo Ryman Sarwyck, libera Alester y ayuda a organizar la resistencia contra Bloodseekers de Valarr. Alester disfraza de Bloodseeker y se infiltra en el castillo, la apertura de las puertas y dejar que el ejército de Ryman. En las secuelas de la batalla, Alester paga sus últimos respetos a Mors, ya través de sus poderes como Sacerdote Rojo, sin saberlo, lo trae de vuelta a la vida .
Mors y Alester se cuelan por el río en un barco pequeño y se infiltran en Castlewood, que está sitiada por Valarr, y libre Jeyne, que está en la mano de obra. Durante su huida, Jeyne da a luz, y Valarr arregla para entrar en el castillo, el envío de sombras para matar Señor Harlton. Jeyne se sacrifica para salvar la vida de su hijo, sabiendo que él no sabe que ella ha dado a luz, y su muerte se detendrá la búsqueda de su hijo. Alester y Mors logran escapar con el bebé.
Mors y Alester van para Riverspring, donde aprenden que Desembarco del Rey está en un escándalo a raíz de la muerte del rey. Ellos se deciden a utilizar la atención de la ejecución de Eddard Stark para tomar su venganza sobre Valarr, con la mayoría de los guardias y plebeyos lejos para asistir a la ejecución. Atrapan a Valarr sola en la sala del trono y la matan. Con su último aliento, él revela que cuando mató a la hija Mors, Alester estaba fuera, matando a la esposa de Mors por orden de Tywin Lannister. Mors y Alester a continuación, luchan hasta la muerte. Después de la batalla, el hombre que sobrevive se enfrenta a Varys, que ofrece enviar al hijo de Jeyne a las Ciudades Libres. Hay, pues, cuatro finales, en función de las elecciones del jugador:
- Alester sobrevive y envía el bebé a las ciudades libres. Sobre matar Mors, se queda para hacer frente a la Reina, actuando en desafío a ella. Cersei ordena a sus guardias para llevar a Alester lejos para una ejecución rápida. Ella le dice a Alester que "Cuando usted juega el juego de tronos ganas o mueres. No hay término medio." Como ella se aleja Alester clama en desafío "Es mejor morir que estar manchado!"

- Alester sobrevive y da a Cersei el bebé. Hereda Riverspring, pero esta amargado y deprimido, dándose cuenta de que él pudo haber defendido el honor de su nombre, pero, eso no importa; es sólo un nombre y tuvo que traicionar y asesinar a la gente para conseguirlo. La última vez que se ve mirando a su chimenea en su habitación pensando en el suicidio con una soga.

- Mors sobrevive y envía el bebé a las ciudades libres. Luego regresa al Muro, notablemente más cínico y furioso, y se ve obligado a ejecutar a su amigo Patrek por deserción, dando a los reclutas que asisten a una solemne advertencia sobre la inutilidad de tratar de escapar de la Guardia. Él les dice que no importa si se mueren por el frío, los salvajes o los Caminantes Blancos, él dice "Ya estamos muertos. Todos nosotros. Acéptenlo."

- Mors sobrevive y toma el bebé, con la intención de salir hacia las Ciudades Libres. Brevemente parando en la casa de su familia, se contempla si va a hacer de buen padre - de ser un guerrero, un cazador y un asesino, él sin embargo cree que sus habilidades le darán al niño un buen comienzo en la vida. Él es buscado por deserción por la Guardia de la Noche, que le advierte que se rindia. Mors esperaba esto, le dice al niño que espere y que no pasará mucho tiempo. Mors recoge una espada, y sale a la calle para luchar contra la patrulla.

## Desarrollo

### Contenido descargable
En noviembre de 2012 Cyanide publicó el contenido descargable (DLC) "Detrás del Muro". Se encuentra ambientada 10 años antes que la historia de Juego de Tronos. Fue lanzado para las plataformas de PC, PlayStation 3 y Xbox 360 en Europa. Un lanzamiento en Norteamérica fue planeado, pero se retiró debido a la mala recepción crítica que el juego había conseguido. Gorold, Mors, y un hermano jurado nombrado Comadreja se ven obligados a ir más allá del Muro, después reloj constructor de una noche, Maekar, es secuestrado por los salvajes. Comadreja es traicionó Gorold y Mors a un jefe de los Salvajes llamado Bael. Bael fuerzas Mors y Gorold a participar en sus peleas en boxes. Mors se encuentra con su perro aquí, que también se ve obligado a luchar.
Después Mors y Gorold toman una decisión impopular en los boxes, una Salvajes, presumiblemente enojado con perder su apuesta, se mete en la jaula de Mors para asesinarlo, pero el perro de Mors lo mata. Esto permite a Mors escapar del campamento para encontrar a Gorold. Sin embargo, Mors insiste en que se encuentran a Maekar primero. Han removido a Maekar sus brazos y piernas, y revela que los tomaron para proporcionar carne para alimentar a los luchadores del pozo. También le dice a Mors que reveló secretos y debilidades de la pared a los salvajes. Mors envía a Gorold para volver a conseguir refuerzos, y procede a la masacre de todo el campamento de los Salvajes. Cuando Gorold retorna con refuerzos, se comenta que es "como un matadero," y Gorold, encontrando a Mors, responde: "Sí ... Y ahí está el carnicero", dando a Mors su apodo.

## Recepción
Juego de Tronos recibió críticas mixtas. La reseña de sitios web de reseñas GameRankings y Metacritic dio la versión para PC 57,30% y 58 centésimas, la versión de Xbox 360 53.59% y 52/100 y la versión para PlayStation 3 52.86% y 53/100 respectivamente. IGN elogió la trama bien elaborada, pero criticó su pobre ejecución a través de gráficos de baja calidad, diseño de sonido, animaciones y actuación de voz, así como una experiencia de combate repetitiva.